# ヨハン・セトレ
ヨハン・セトレ（Johan Sætre、1952年1月5日 - ）は、ノルウェー、ヘードマルク県Trysil出身の元スキージャンプ選手。

## プロフィール
1970年代から80年代初頭にかけて活躍し、ノルウェー選手権では個人ノーマルヒルで1974年から1977年まで4連覇、1979年1980年2連覇、個人ラージヒルでは1976年1977年1980年と合計9個のタイトルを獲得した。
しかし国際大会ではなかなかトップクラスの成績は残せなかった。
1976年インスブルックオリンピックでは70m級18位、90m級13位、
1978年のノルディックスキー世界選手権では70m級13位、
1980年レークプラシッドオリンピックでは70m級14位、90m級31位の成績を残した。
自国開催となった1982年の世界選手権では、個人70m級17位、個人90m級24位と振るわなかったが団体戦では金メダルを獲得した。
1981年にホルメンコーレン・メダルを受章した。
スキージャンプ・ワールドカップでは通算1勝（2位4回3位4回）1979-1980、1980-1981に総合6位。1983年現役引退。